# Polydor

Logo seit 1963

Polydor (LC 00309) ist ein deutsches Musiklabel, das heute zu dem Major-Label Universal Music des Medienunternehmens Vivendi gehört.

## Geschichte

### Gründung als Exportlabel

Logo (1924 bis 1941)

Die Deutsche Grammophon AG durfte aufgrund des Versailler Vertrages außerhalb des Deutschen Reiches ihr Markenzeichen Stimme seines Herrn sowie den Namen Grammophon nicht mehr verwenden. In Europa behielt die Gramophone Company im britischen Hayes die Markenrechte. Die Amerika-Rechte verkaufte der Unternehmenschef Emil Berliner 1924 an die Victor Talking Machine Company. Für den Export gründete die Deutsche Grammophon AG daher im gleichen Jahr die Marke Polydor als zusätzliches Label. Den Namen kreierte man aus dem Griechischen (πολύς polýs „viel“ und δῶρον dōron „Geschenk“) – Viele Geschenke. Bekannte Tanzorchester der 1920er und frühen 1930er Jahre bei diesem Label waren Arthur Briggs, Oskar Joost, Ilja Livschakoff und vor allem Paul Godwin, bekannte Interpreten unter anderem Max Hansen, Lilian Harvey, Johannes Heesters, Theo Lingen, Otto Reutter und Claire Waldoff.

### Zweiter Weltkrieg
1941 übernahm die Siemens & Halske AG die Deutsche Grammophon. Die Schellackplatten erschienen danach zeitweise unter dem Label Siemens-Polydor. Bis zur weitestgehenden Einstellung der Produktion wegen Materialmangels um 1943 entstanden zum Teil hochwertige Pressungen von unter anderem Hans Georg Schütz, Friedrich Schröder, Willi Stech und Mimi Thoma. Da die Platten der Polydor nach wie vor für den Export bestimmt waren, veröffentlichte man auch Swing-Titel.

### Nachkriegszeit

Logo (1949 bis 1954)

Die Presswerke der Deutschen Grammophon in Berlin-Tempelhof hatten den Zweiten Weltkrieg weitgehend unbeschadet überstanden. Schon 1946 konnte die Produktion wieder aufgenommen werden. Die Firma veröffentlichte fortan fast alle Aufnahmen von Tanz- und Unterhaltungsmusik unter den noch verschiedenfarbigen Polydor-Labels. 1949 wurde das einheitliche rote Sternchenlogo eingeführt. Zum ersten Hit der Nachkriegszeit avancierte das bereits 1943 von Magda Hain interpretierte Lied Capri-Fischer, das auch von Rudi Schuricke im selben Jahr für Siemens-Polydor aufgenommen worden war, aber erst nach Kriegsende in seiner Version erfolgreich veröffentlicht wurde. Weitere erfolgreiche Interpreten in der ersten Hälfte der 1950er Jahre waren unter anderem Lale Andersen, Bully Buhlan, Renée Franke, Friedel Hensch und die Cyprys, Evelyn Künneke, Bruce Low, Liselotte Malkowsky, Werner Müller, Jupp Schmitz, Gerhard Wendland und Helmut Zacharias, ferner René Carol mit dem Erfolgsschlager Rote Rosen, rote Lippen, roter Wein (erste Goldene Schallplatte nach dem Krieg; 1953).

Logo (1954 bis 1963)

Ab 1953 erschienen die Etiketten mit dem orangefarbigen Sternchenlogo. 1955 erscheinen bei Polydor einzelne Schallplatten im eigenen Cover. Die Musikproduzenten in den Studios Hamburg, Köln und Wien lieferten mit Peter Alexander, Caterina Valente, Freddy Quinn, Max Greger, Margot Eskens oder Lolita zahlreiche Erfolgsinterpreten, die genau den Zeitgeschmack trafen und die deutschen Hitparaden anführten. Besonders erfolgreich war man auch mit Operettenaufnahmen. In den 1950er und 1960er Jahren produzierte der Dirigent Franz Marszalek reihenweise Operettenquerschnitte und sogenannte Komponistenbilder, die millionenfach verkauft wurden. Als in der zweiten Hälfte des Jahrzehnts der Rock ’n’ Roll populär wurde, profilierte sich insbesondere das Studio Wien unter dem Produzenten Gerhard Mendelson mit Coverversionen US-amerikanischer Hits.  Ted Herold und Peter Kraus  avancierten zu den erfolgreichsten deutschen Interpreten dieser Musikrichtung.

### 1960er Jahre
Bill Ramsey, Gus Backus, das Hazy-Osterwald-Sextett und das Orchester von Bert Kaempfert zählten zu den zugkräftigen Polydor-Stars der frühen 1960er Jahre. 1963 führte man das bis heute verwendete rote Logo ein. Als gegen Mitte des Jahrzehnts immer mehr englische Beat-Titel in die deutschen Hitlisten drängten, ging der Absatz deutschsprachiger Musik deutlich zurück. Auch die Polydor hatte zunächst Schwierigkeiten, sich an den neuen Geschmack anzupassen. Zwar konnte man mit Roy Black, Karel Gott, Renate Kern, Chris Roberts oder Wencke Myhre auch noch erfolgreiche Schlagerinterpreten etablieren. Das Repertoire wurde gegen Ende des Jahrzehnts auch durch internationale Interpreten wie den Bee Gees, Jimi Hendrix, The Who oder dem deutschen Protestsänger Franz Josef Degenhardt erweitert. Die erfolgreichsten Langspielplatten stammten nunmehr von James Last.

### 1970er Jahre bis heute
In den 1970er Jahren erschienen bei der Polydor, die seit 1972 zur Polygram gehörte, Schallplatten namhafter nationaler und internationaler Stars, darunter Barry Ryan, Neil Sedaka, Daliah Lavi, James Brown, Plácido Domingo, Konstantin Wecker, Ougenweide, Georg Danzer, Barclay James Harvest, Slade und ABBA. In den 1980er Jahren folgten Hits von Volker Lechtenbrink, Hubert Kah, Rolf Zuckowski, Haindling, Level 42 und Patricia Kaas. Auch war Cyndi Lauper mit ihrer Band Blue Angel bei Polydor unter Vertrag, bevor sie Solo die Charts stürmte. Chart-Erfolge der Polydor in den 1990er Jahren stammten unter anderem von Matthias Reim, Rosenstolz, Ronan Keating, Andrea Bocelli und André Rieu. 1998 erwarb Seagram PolyGram und vereinigte es mit seiner Universal Music. 2000 fusionierte der französische Mischkonzern Vivendi mit Seagram zum weltweit zweitgrößten Musikkonzern Vivendi Universal mit Hauptsitz in Frankreich. Am 20. April 2006 beschlossen die Aktionäre den Namen des Unternehmens wieder in Vivendi zu ändern. Das Label Polydor ist als dessen Plattenlabel heute noch präsent.

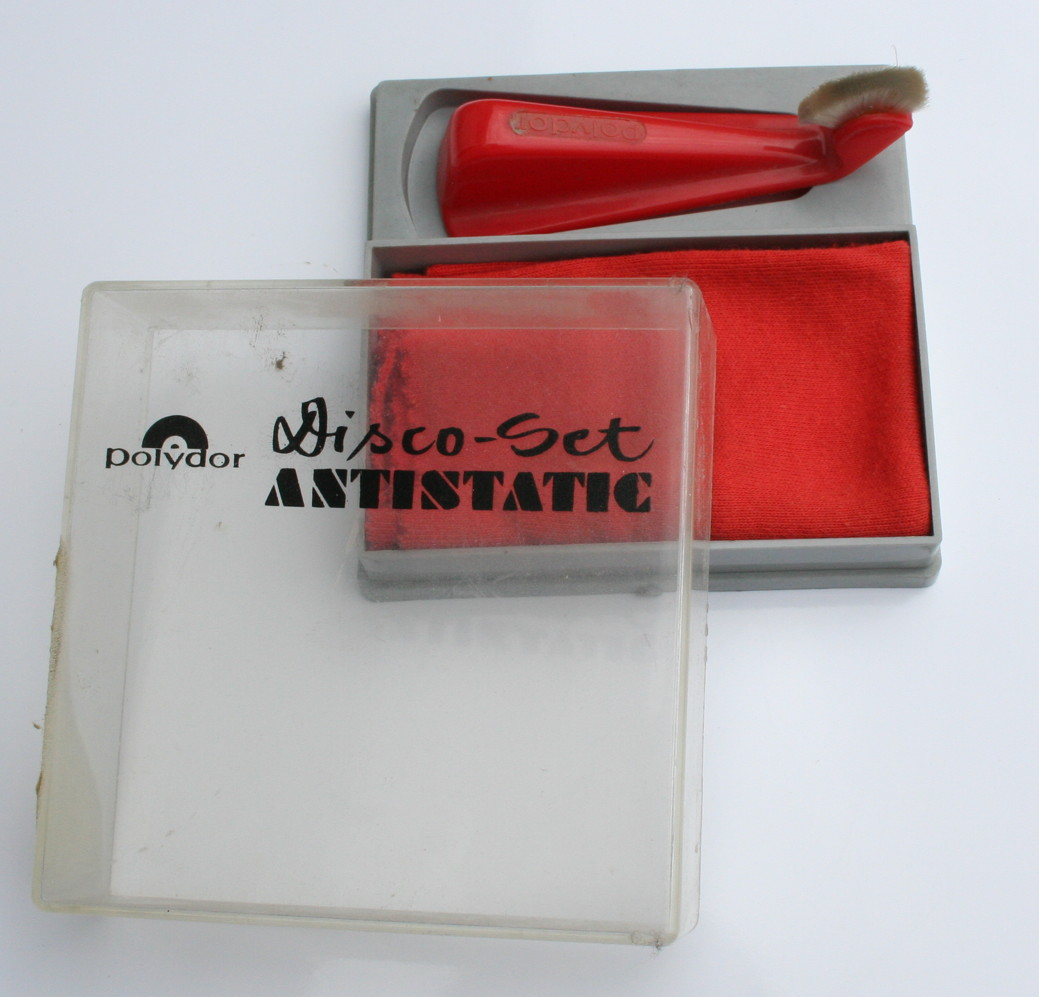
Antistatik-Tuch und Bürste für Schallplattenoberfläche und Nadel

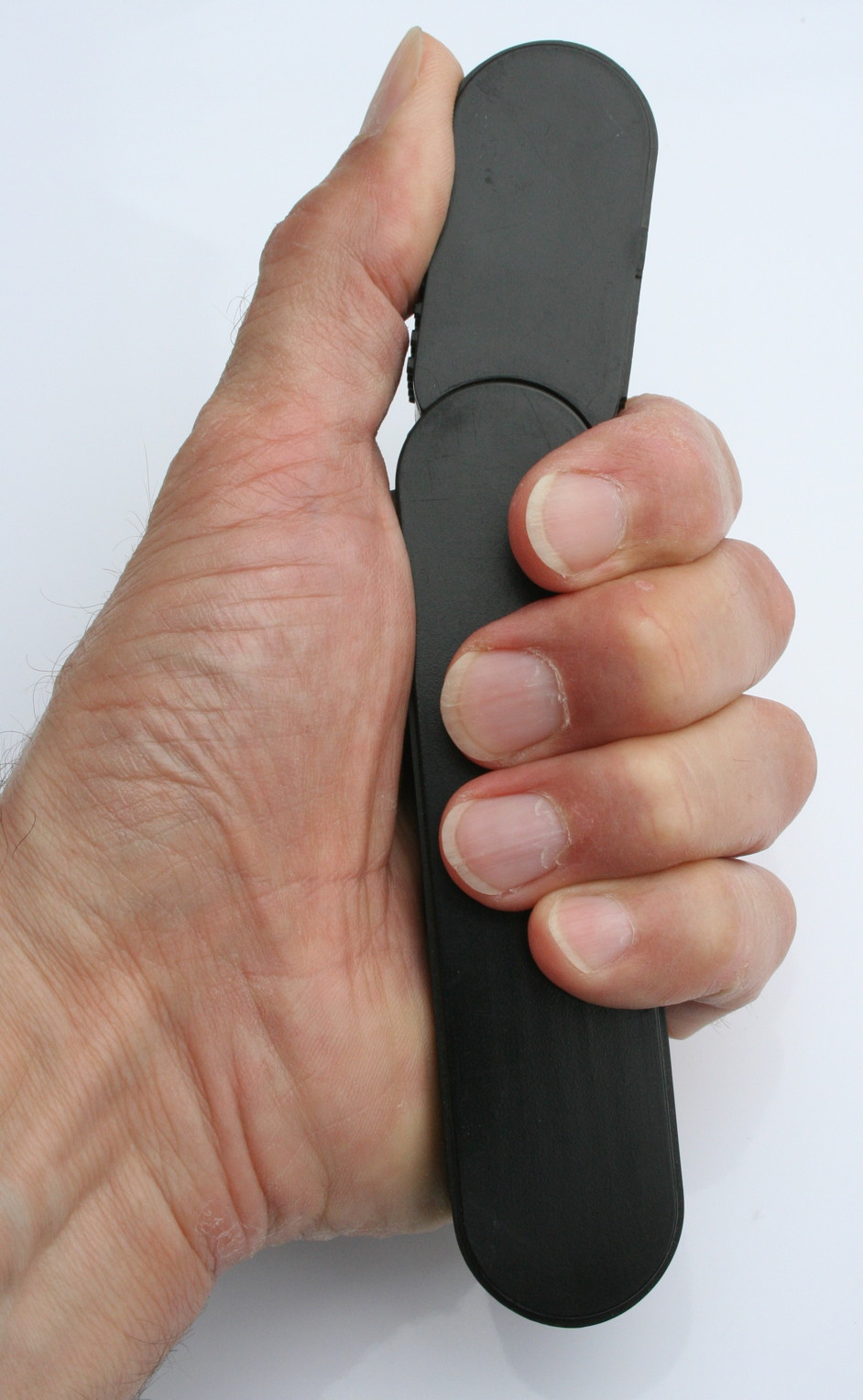
Piezo-Stab der Firma Polydor zur statischen Entladung von Schallplatten

## Zubehör, Plattenspieler und Musikschränke
Die Firma Polydor vertrieb auch Zubehör über den Fachhandel, speziell Geräte zur Plattenreinigung.
Außerdem wurden einige Jahre unter der Handelsmarke Polydor Schallplattenspieler und Musikschränke verkauft.

## Deutsche Nummer-eins-Hits der Polydor (1951 bis 1990)
Da eine offizielle Hitparade in Deutschland erst seit 1959 existiert und die Firma Polydor erst seit 1975 Daten gespeichert hat, sind die Nummer-1-Hits der Jahre 1951–58 nur anhand von Plattenverkaufszahlen ermittelt, die in Presseberichten genannt wurden.
- Lale Andersen – Blaue Nacht am Hafen (1951)
- Renée Franke & Detlev Lais – Eine weiße Hochzeitskutsche (1952)
- Friedel Hensch und die Cyprys – Tango-Max (1952)
- René Carol – Rote Rosen, rote Lippen, roter Wein (1953)
- Gerhard Wendland – Jambalaya (1953)
- Bully Buhlan – Ich möcht’ auf deiner Hochzeit tanzen (1954)
- Peter Alexander – Der Mond hält seine Wacht (1955)
- Caterina Valente & Peter Alexander – Eventuell (1956)
- Margot Eskens – Tiritomba (1956)
- Club Indonesia – Steig in das Traumboot der Liebe (1956)
- Freddy Quinn – Heimweh (1956)
- Die sieben Raben – Smoky (1956)
- Club Argentina – Oh Billy Boy (1957)
- Peter Alexander – Ich weiß was Dir fehlt (1957)
- Margot Eskens – Cindy, oh Cindy (1957)
- Freddy Quinn – Heimatlos (1957)
- Caterina Valente – Wo meine Sonne scheint (1957)
- Freddy Quinn – Der Legionär (1958)
- Peter Kraus – Hula Baby (1958)
- Freddy Quinn – Ich bin bald wieder hier (1958)
- Freddy Quinn – Die Gitarre und das Meer (1959)
- Bill Ramsey – Souvenirs (1959)
- Freddy Quinn – Unter fremden Sternen (1959)
- Ted Herold – Moonlight (1960)
- Ivo Robić – Mit 17 fängt das Leben erst an (1961)
- Bill Ramsey – Pigalle (1961)
- Freddy Quinn – La Paloma (1961)
- Gus Backus – Der Mann im Mond (1961)
- Mina – Heißer Sand (1962)
- Peter Kraus – Sweety (1962)
- Freddy Quinn – Junge, komm bald wieder (1962)
- Die Tahiti-Tamourés – Wini-Wini (1963)
- Roy Black – Ganz in weiß (1965)
- Freddy Quinn – Hundert Mann und ein Befehl (1966)
- Roy Black – Ganz in Weiß (1966)
- Roy Black – Good Night My Love (1967)
- Roy Black – Meine Liebe zu Dir (1967)
- Bee Gees – Massachusetts (1967)
- Bee Gees – World (1968)
- Roy Black – Bleib bei mir (1968)
- Bee Gees – Words (1968)
- Roy Black – Das Mädchen Carina (1969)
- Roy Black – Dein schönstes Geschenk (1969)
- Miguel Ríos – A Song of Joy (1970)
- Bata Illic – Michaela (1972)
- ABBA – Waterloo (1974)
- The Rubettes – Sugar Baby Love (1974)
- ABBA – SOS (1975)
- ABBA – Mamma Mia (1975)
- ABBA – Fernando (1976)
- ABBA – Dancing Queen (1976)
- ABBA – Money, Money, Money (1976)
- ABBA – Knowing Me, Knowing You (1977)
- Jeanette – Porque te vas (1977)
- Oliver Onions – Santa Maria (1980)
- ABBA – Super Trouper (1980)
- Visage – Fade to Grey (1981)
- ABBA – One of Us (1981)
- Robin Gibb – Juliet (1983)
- Nino de Angelo – Jenseits von Eden (1984)
- Opus – Live Is Life (1985)
- Level 42 – Lessons in Love (1986)
- Fat Boys & Chubby Checker – The Twist (1988)
- Koreana – Hand in Hand (1988)
- Matthias Reim – Verdammt, ich lieb’ Dich (1990)

## Musikalben (Auswahl)
- Caterina Valente: The Hi-Fi Nightingale (1956)
- Caterina Valente: Plenty Valente! (1957)
- Franz Josef Degenhardt: Spiel nicht mit den Schmuddelkindern (1965)
- Hans Moser und Paul Hörbiger: Servus Wien (1965)
- The Monks: Black Monk Time (1966)
- Roy Black: Roy Black (1966)
- Wencke Myhre: Wencke Myhre (1966)
- The Who: My Generation (1966)
- The Who: A Quick One (1966)
- The Who: The Who Sell Out (1967)
- Bee Gees: Odessa (1969)
- The Who: Tommy (1969)
- Derek and the Dominos: Layla and Other Assorted Love Songs (1970)
- The Who: Who’s Next (1971)
- Slade: Slade Alive (1972)
- ABBA: Ring Ring (1973)
- Ougenweide: Ougenweide (1973)
- The Who: Quadrophenia (1973)
- ABBA: Waterloo (1974)
- Ougenweide: All die weil ich mag (1974)
- ABBA: ABBA (1975)
- Keith Moon: Two Sides of the Moon (1975)
- The Who: The Who by Numbers (1975)
- ABBA: Arrival (1976)
- Ougenweide: Ohrenschmaus (1976)
- ABBA – The Album (1977)
- Franz Josef Degenhardt: Wildledermantelmann (1977)
- Barclay James Harvest: Gone to Earth (1977)
- The Who: Who Are You (1978)
- ABBA: Voulez-Vous (1979)
- ABBA: Super Trouper (1980)
- ABBA: The Visitors (1981)
- Georg Danzer: Ruhe vor dem Sturm (1981)
- The Who: Face Dances (1981)
- The Who: It’s Hard (1983)
- Udo Lindenberg: Odyssee (1983)
- Deep Purple: Perfect Strangers (1984)
- John Lennon und Yoko Ono: Milk and Honey (1984)
- ABBA: ABBA Live (1986)
- Deep Purple: The House of Blue Light (1987)
- Howard Carpendale: Ganz nah (1991)
- Udo Lindenberg: Gustav – 10 Schlüssel zum Hotel Imperial (1991)
- Carpenters: Their Greatest Hits (1993)
- Andrea Bocelli: Bocelli (1995)
- Andrea Bocelli: Viaggio Italiano (1996)
- Rosenstolz: Zucker (1999)
- Rosenstolz: Kassengift (2000)
- Nerina Pallot: Dear Frustrated Superstar (2001)
- Bro’Sis: Never Forget (Where You Come From) (2002)
- Jeanette Biedermann: Rock My Life (2002)
- Rosenstolz: Macht Liebe (2002)
- Bro’Sis: Days of Our Lives (2003)
- No Angels: Pure (2003)
- Bro’Sis: Showtime (2004)
- Girls Aloud: What Will the Neighbours Say? (2004)
- Take That: Beautiful World (2006)
- Bright Eyes: Cassadaga (2007)
- Stefanie Heinzmann: Masterplan (2008)
- Take That: The Circus (2008)
- Stefanie Heinzmann: Roots to Grow (2009)
- Take That: Progress (2010)
- Stefanie Heinzmann: Stefanie Heinzmann (2012)
- Yvonne Catterfeld: Lieber so (2013)
- Stefanie Heinzmann: Chance of Rain (2015)
- Sarah Connor: Muttersprache (2015)
- Sarah Connor: Herz Kraft Werke (2019)
- Sarah Connor: Not So Silent Night (2022)
- Sarah Connor: Freigeistin (2025)